# Gevaro Nepomuceno
Gevaro Nepomuceno est un footballeur de Curaçao né le 10 novembre 1992 à Tilbourg aux Pays-Bas. Il évolue au poste d'ailier gauche.

## Biographie

### Carrière en équipe nationale
Appelé pour la première fois en sélection de Curaçao, en septembre 2014, pour disputer les éliminatoires de la Coupe caribéenne des nations 2014, Nepomuceno joue la phase finale de la Coupe caribéenne 2014 où il marque un but face à Cuba. 
Il est convoqué l'année suivante par Patrick Kluivert afin de prendre part à la fois aux qualifications de la Coupe du monde 2018 (6 matchs joués) et aux éliminatoires de la Coupe caribéenne des nations 2017.

#### Buts en sélection
| Buts en sélection de Gevaro Nepomuceno | Buts en sélection de Gevaro Nepomuceno | Buts en sélection de Gevaro Nepomuceno            | Buts en sélection de Gevaro Nepomuceno | Buts en sélection de Gevaro Nepomuceno | Buts en sélection de Gevaro Nepomuceno | Buts en sélection de Gevaro Nepomuceno |
|                                        | Date                                   | Lieu                                              | Adversaire                             | Score                                  | Résultat                               | Compétition                            |
| -------------------------------------- | -------------------------------------- | ------------------------------------------------- | -------------------------------------- | -------------------------------------- | -------------------------------------- | -------------------------------------- |
| 1.                                     | 5 septembre 2014                       | Estadio Juan Ramón Loubriel, Bayamón (Porto Rico) | Grenade                                | 2-1                                    | 2-1                                    | QCAR 2014                              |
| 2.                                     | 13 novembre 2014                       | Catherine Hall Stadium, Montego Bay (Jamaïque)    | Cuba                                   | 2-2                                    | 2-3                                    | CAR 2014                               |
| 3.                                     | 7 juin 2016                            | Ergilio Hato Stadion, Willemstad (Curaçao)        | Îles Vierges des États-Unis            | 7-0                                    | 7-0                                    | QCAR 2017                              |
| 4.                                     | 22 juin 2017                           | Stade Pierre-Aliker, Fort-de-France (Martinique)  | Martinique                             | 1-1                                    | 1-2                                    | CAR 2017                               |
| 5.                                     | 10 septembre 2018                      | Ergilio Hato Stadion, Willemstad (Curaçao)        | Grenade                                | 6-0                                    | 10-0                                   | QGC 2019                               |
| 6.                                     | 12 octobre 2018                        | IMG Academy, Bradenton (États-Unis)               | Îles Vierges des États-Unis            | 0-2                                    | 0-5                                    | QGC 2019                               |

## Palmarès
Avec la sélection de Curaçao
- Coupe caribéenne des nations (1) :
  - Vainqueur en 2017.